# 진위장
진위장(중국어: 金毓嶂, 병음: Jīn Yùzhàng, 1942년 5월 23일 ~ )은 만주국 황실의 수장이다. 푸이의 동생인 진유즈(푸런)의 장남이다.

## 논란 관련 사태
진위장은 2015년 4월 10일을 기하여 만주국 황실 수장에 등극하였고 그 해 4월 12일에는 "차라리 다음 대의 만주국 황실 수장부터는 아이신기오로 성씨를 다시 사용하겠다."고 밝히며 잠시 파장을 유발하였다.

## 관련 인물
- 푸이
- 푸제
- 진유즈
- 헝전

| 전임 진유즈 | 제4대 만주국의 황실 수장 2015년 4월 10일 |  |

| 전임 푸런 | 만주국 황제 2015년 4월 10일 |  |